# Stormtrooper
En stormtrooper er et erhverv i Star Wars-universet. Stormtrooperne er iklædt karakteristiske hvide dragter. De fungerer som soldater for Det Galaktiske Imperium – og i nogle tilfælde også som en form for politi.
| Star Wars | Spire Denne Star Wars-artikel er en spire som bør udbygges. Du er velkommen til at hjælpe Wikipedia ved at udvide den. |